# Phyllotreta hispanica
Phyllotreta hispanica là một loài bọ cánh cứng trong họ Chrysomelidae. Loài này được Pic mô tả khoa học lần đầu tiên vào năm 1903.